# APOEL Nikozja (piłka siatkowa)
APOEL Nikozja (nowogr. Αθλητικός Ποδοσφαιρικός Όμιλος Ελλήνων Λευκωσίας (ΑΠΌΕΛ) translit. Athlītikós Podosfairikós Ómilos Ellī́nōn Leukōsías (APÓEL)) (CEV: Apoel NICOSIA) – cypryjski klub siatkarski z siedzibą w mieście Nikozja. Założony w 1928 roku. Obecnie gra w najwyższym poziomie rozgrywek klubowych na Cyprze.
Jest jedną z sekcji klubu sportowego APOEL, którego równie znaną sekcją jest piłkarska - APOEL FC.

## Historia
Klub APOEL powstał w 1926 roku, ale drużyna siatkarska powstała dwa lata później, w 1928 roku. APOEL był również klubem-założycielem Cypryjskiej Federacji Piłki Siatkowej w 1978 roku.
Drużyna siatkarska APOEL wygrała 10 Mistrzostw oraz 5 Pucharów Cypru. Era sukcesów zaczęła się w latach osiemdziesiątych XX wieku. APOEL wygrywał wówczas 6 Mistrzostw i 5 Pucharów. Lata dziewięćdziesiąte była niesamowita dla zespołów młodzieżowych APOEL (U-15, U-17, U-21), gdy w ciągu 7 lat roczniki te zdobyły 16 trofeów.
W pierwszej dekadzie XXI wieku APOEL często występował w europejskich pucharach: w sezonie 2003/04 w Pucharze Top Teams, a w sezonie 2004/05 w Pucharze CEV, ale bez znaczącej roli. W sezonie 2008/09 APOEL spadł do drugiej ligi i zawiesił działalność z powodu trudności finansowych. To był pierwszy i jedyny raz, w którym drużyna APOEL-u została zdegradowana.
W sezonie 2012/13 APOEL reaktywował sekcję siatkarską i wziął udział w rozgrywkach drugiej ligi. Zostali mistrzami, wygrywając wszystkie mecze ligowe (15 zwycięstw z 15 meczów) i powrócili do pierwszej ligi na sezon 2013/14.

## Osiągnięcia
- Mistrz Cypru (11 razy): 1954[5], 1969, 1970, 1971, 1972, 1978/79, 1979/80, 1980/81, 1982/83, 1983/84, 1984/85
- Wicemistrzostwo Cypru (8 razy): 1932, 1960, 1963, 1981/82, 1985/86, 1986/87, 1987/88, 1988/89
- III miejsce Mistrzostw Cypru (2 raz): 1989/90, 2018/19
- Puchar Cypru (5 razy): 1978/79, 1980/81, 1981/82, 1983/84, 1984/85
- Finał Pucharu Cypru (6 razy): 1985/86, 1986/87, 1995/96, 2002/03, 2006/07, 2018/19
- Finał Superpucharu Cypru (2 razy): 1996, 2003

## Bilans sezon po sezonie
|  | Legenda do kolumny pucharów: - Q – runda eliminacyjna, 1/16, 1/8, 1/4, 1/2 – odpowiednia faza rozgrywek, Grupa – runda grupowa, 1r – pierwsza runda, 2r – druga runda, F – finał, R – runda, PO – play-off - z. – złoty set, los. – losowanie, s. – lepszy bilans setów |

### XXI wiek
| Sezon     | Liga             | Miejsce          | Puchar Cypru / Puchary europejskie |
| --------- | ---------------- | ---------------- | ---------------------------------- |
| 2000/2001 | A’ Kategorias    | 7                | -                                  |
| 2001/2002 | A’ Kategorias    | 4                | -                                  |
| 2002/2003 | A’ Kategorias    | 5                | -                                  |
| 2003/2004 | A’ Kategorias    | 5                | Grupa P. TT                        |
| 2004/2005 | A’ Kategorias    | 6                | 1r Q P. CEV                        |
| 2005/2006 | A’ Kategorias    | 8                | -                                  |
| 2006/2007 | A’ Kategorias    | 7                | -                                  |
| 2007/2008 | A’ Kategorias    | 6                | -                                  |
| 2008/2009 | A’ Kategorias    | 8                | -                                  |
| 2009/2010 | nie funkcjonował | nie funkcjonował | nie funkcjonował                   |
| 2010/2011 | nie funkcjonował | nie funkcjonował | nie funkcjonował                   |
| 2011/2012 | nie funkcjonował | nie funkcjonował | nie funkcjonował                   |
| 2012/2013 | B’ Kategorias    | 1                | -                                  |
| 2013/2014 | A’ Kategorias    | 7                | -                                  |
| 2014/2015 | A’ Kategorias    | 6                | -                                  |
| 2015/2016 | A’ Kategorias    | 7                | -                                  |
| 2016/2017 | A’ Kategorias    | 4                | -                                  |
| 2017/2018 | A’ Kategorias    | 5                | 1r Q P. Ch                         |

Poziom rozgrywek:
     pierwszy, najwyższy ogólnokrajowy
     drugi
     trzeci
     czwarty